# Tennistoernooi van Nottingham 2021
Het tennistoernooi van Nottingham van 2021 werd van zondag 6 tot en met zondag 13 juni 2021 gespeeld op de grasbanen van het Nottingham Tennis Centre in de Engelse stad Nottingham. De officiële naam van het toernooi was Viking Open Nottingham.
Het toernooi bestond uit twee delen:
- WTA-toernooi van Nottingham 2021, het toernooi voor de vrouwen
- een challenger-toernooi voor de mannen

## Toernooikalender
| Nottingham        | juni 2021 | juni 2021 | juni 2021 | juni 2021 | juni 2021 | juni 2021   | juni 2021    | juni 2021 |
| Nottingham        | zon 6     | maa 7     | din 8     | woe 9     | don 10    | vrĳ 11      | zat 12       | zon 13    |
| ----------------- | --------- | --------- | --------- | --------- | --------- | ----------- | ------------ | --------- |
| vrouwenenkelspel  | 1e ronde  | 1e ronde  | 2e ronde  | 2e ronde  | 3e ronde  | kwartfinale | halve finale | finale    |
| vrouwendubbelspel |           | 1e ronde  | 1e ronde  | 1e ronde  | 2e ronde  | 2e ronde    | halve finale | finale    |

ATP-toernooi van Nottingham – WTA-toernooi van Nottingham

2015 · 2016 · 2017 · 2018 · 2019 · 2020 · 2021 · 2022 · 2023 · 2024